# 胡明复
胡明复（1891年5月20日—1927年6月12日），名达，譜名达生，字明复，以字行，江苏无锡人，中国第一位现代数学博士，参与创建了中国最早的综合性科学团体中国科学社和最早的综合性科学杂志《科学》。他与其哥哥胡敦复、弟弟胡刚复并称“三胡”。

## 生平
1901年入读南洋公学附属小学堂（今南洋模范中学），次年升入中学部，其后又曾就读于上海中等商业学校、南京高等商业学堂。1910成为第二批庚子赔款留美生赴美国留学，1914年夏毕业于美国康乃尔大学。毕业前后，与任鸿隽、杨杏佛、赵元任等中国留美学生筹备创立中国科学社和《科学》杂志，走上了科学救国的道路。1917年获哈佛大学数学专业哲学博士学位。1917年9月离美回国后，在其兄胡敦复创建的上海大同大学创办并主持数学系多年，还兼任国立东南大学、南洋大学等校的教授，为《科学》杂志的编务和科学社在国内的发展做出了极大的贡献。1927年6月12日，不幸在无锡溺水身亡，时年仅36岁。

## 纪念

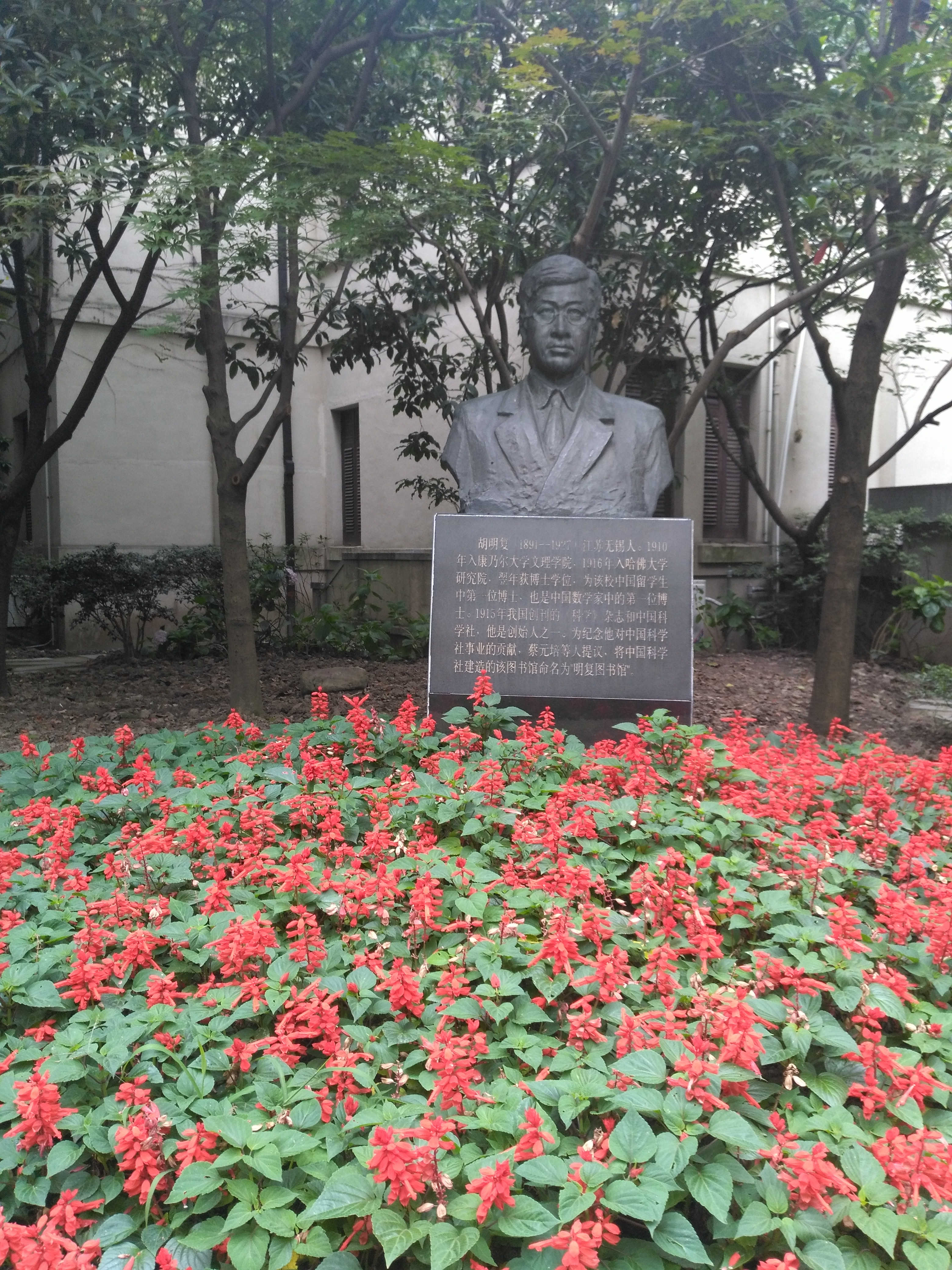
黄浦区明复图书馆为纪念胡明复设立的雕塑，位于原中国科学社上海办事处大楼东北侧。

1929年中国科学社在上海建造中国第一座采用新式设计的公共图书馆，命名为“明复图书馆”（中国科学社暨明复图书馆旧址，现为黄浦区明复图书馆），以示纪念。